# اچیم، ولفنبوتل
اچیم، ولفنبوتل (به آلمانی: Achim, Wolfenbüttel) روستایی در آلمان است.

## خصوصیات
اچیم ۱۵٫۸۱ کیلومترمربع مساحت دارد ۹۱ متر بالاتر از سطح دریا واقع شده‌است.